# Кальмиус Арена
«Кальмиус Арена» (укр. «Кальміус Арена») — недостроенный спортивный стадион в Донецке. Строительство спорткомплекса началось в 2013 году и планировалось закончиться к Евробаскету-2015, но после начала боевых действий в апреле 2014 года строительство стадиона прекратилось.
Арена должна была быть домашним стадионом клуба ХК «Донбасс».

## Строительство
Строительство стадиона началось в 2013 году и планировалось закончиться 28 августа 2015 года к Евро-2015 по баскетболу. Само строительство велось активными темпами, но в апреле 2014 года после начала боевых действий на Донбассе, строительство стадиона было остановлено.

## Вместимость
Согласно проекту максимальная вместимость стадиона должна была составить 16 000 зрителей, что сделало его бы самым крупным стадионом в Донецке и самым крупным баскетбольным стадионом на Украине.

## Дизайн
По проекту стадион предпочтён для проведения хоккея, по размерам этот стадион должен был быть крупнее Донбасс Арены. Цвет стадиона белый, форма напоминает букву Д.

## Война в Донбассе
В апреле 2014 года в Донецке начались боевые действия и строительство стадиона было заморожено.